# Безжилкові
Безжилкові (Aneuraceae) — родина талозових печіночників ряду Мецгерієві. Більшість видів дуже малі з вузькими розгалуженими таломами.

## Таксономія
Безжилкові — найбільша родина ряду Metzgeriales, простих талоїдних печіночників. Кількість перерахованих видів вважається завищеною через високий рівень синонімії та може бути зменшена з приблизно 300 до приблизно 100, якщо родина буде переглянута. Види важко розмежувати, оскільки майже всі морфологічно дуже варіабельні. Генетичні дослідження показують, що деякі, такі як Aneura pinguis, включають морфологічно загадкові види.
Молекулярно-філогенетичне дослідження в 2010 році створило кладограму, яка показує взаємозв’язки між чотирма родами родини Aneuraceae:
|  | Verdoornia (тільки вид Verdoornia succulenta)                                                    |
|  |                                                                                                  |
|  | \| \| Lobatiriccardia \| \| \| \| \| \| Aneura (в тому числі колишній Cryptothallus) \| \| \| \| |
|  |                                                                                                  |
|  | Lobatiriccardia                                                                                  |
|  |                                                                                                  |
|  | Aneura (в тому числі колишній Cryptothallus)                                                     |
|  |                                                                                                  |

|  | Lobatiriccardia                              |
|  |                                              |
|  | Aneura (в тому числі колишній Cryptothallus) |
|  |                                              |

|  | Verdoornia (тільки вид Verdoornia succulenta)                                                    |
|  |                                                                                                  |
|  | \| \| Lobatiriccardia \| \| \| \| \| \| Aneura (в тому числі колишній Cryptothallus) \| \| \| \| |
|  |                                                                                                  |
|  | Lobatiriccardia                                                                                  |
|  |                                                                                                  |
|  | Aneura (в тому числі колишній Cryptothallus)                                                     |
|  |                                                                                                  |

|  | Lobatiriccardia                              |
|  |                                              |
|  | Aneura (в тому числі колишній Cryptothallus) |
|  |                                              |